# Roman Śledź
Roman Śledź (ur. 12 maja 1948 w Malinówce) – polski rzeźbiarz współczesny.

## Życiorys
Pochodzi z rodziny chłopskiej. Ukończył szkołę podstawową, W wieku 16 lat osierocony przez ojca, zajął się wraz z matką, prowadzeniem gospodarstwa i opieką nad młodszym rodzeństwem.
W latach 1968–1970 pracował jako traktorzysta w Kółku Rolniczym w Cycowie i na budowach w Lublinie.
W roku 1968, mając lat 20, zaintrygowany artykułem zamieszczonym w „Gazecie Lubelskiej” o rzeźbiarzach z Woli Korybutowej, podjął pierwszą próbę rzeźbiarską. Za pracę wysłaną na konkurs otrzymał dyplom od Muzeum Lubelskiego (1969).
Następnie przyszły nagrody i wyróżnienia, oraz zainteresowanie kolekcjonerów sztuki ludowej. Pierwszym z nich był Ludwig Zimmerer, niemiecki dziennikarz i korespondent zachodnioniemieckich mediów w Polsce.
Roman Śledź został przyjęty w roku 1980 do Stowarzyszenia Twórców Ludowych, a na listę twórców ludowych Związku Cepelia został wpisany w roku 1983.
Artysta wciąż mieszka w Malinówce. Rzeźbi głównie sceny biblijne.

## Problemy ze Służbą Bezpieczeństwa
Zainteresowanie ze strony zagranicznych miłośników sztuki było w latach 80. XX wieku przyczyną problemów artysty. Fakt częstych kontaktów z cudzoziemcami stał się przedmiotem zainteresowania Służby Bezpieczeństwa. Popularność artysty za granicą nie znajdowała zrozumienia u funkcjonariuszy i wielokrotnie musiał wstawiać się na przesłuchania, na których wyjaśniał, iż uczestnictwo w zagranicznych wystawach, czy wykonywanie rzeźb do niemieckich kościołów nie stanowi zagrożenia dla bezpieczeństwa publicznego.

## Wystawy indywidualne
- Dzięki rekomendacji profesora Aleksandra Jackowskiego z Instytutu Sztuki PAN, w roku 1978 Cepelia zorganizowała artyście w Warszawie pierwszą indywidualną wystawę[1].

Kolejne wystawy indywidualne:
- Berno (1980),
- Frankfurt (1981),
- Sande (Niemcy) (1994),
- Budlewo (2005),
- Warszawa (2006),
- Białystok (2007)[3],
- Chełm (2013)[4],
- Oldenburg (Niemcy) (2014),
- Bad Pyrmont (Niemcy) (2015).

Jego prace uczestniczyły również w licznych wystawach zbiorowych w: USA, Holandii i we Włoszech.

## Nagrody
Główne wyróżnienia otrzymane przez artystę to: Nagroda im. Brata Alberta za twórczość religijną (1979) oraz Nagroda im. Oskara Kolberga przyznana w uznaniu zasług dla kultury ludowej (2002).

## Filmografia
- „Zaproszenie do wnętrza”, reż. Andrzej Wajda (1978)
- „Sztuka spod strzechy”, reż. Andrzej Różycki (1998)